# HK Berkut
HK Berkut (ukrainska: ХК Беркут) var en ishockeyklubb från Brovary, Ukraina. 

## Historik
Klubben bildades år 2004 och spelade i Ukrainska mästerskapet i ishockey, Ukrainas högsta-liga i ishockey, ifrån säsongen 2009/2010. De spelade säsongerna 2011/2012 och 2012/2013 i Profesionalna chokejna liha, vilka blev klubbens sista.